# حزقيال مانويل لوزانو ميخيا
حزقيال مانويل لوزانو ميخيا (بالإسبانية: Juan Manuel Lozano Mejía)‏ هو فيزيائي مكسيكي، ولد في 1929، وتوفي في 10 أكتوبر 2007 في مدينة مكسيكو في المكسيك.
1. ↑   http://www.ahunam.unam.mx/consultar_fcu?id=3.34. {{استشهاد ويب}}: |url= بحاجة لعنوان (مساعدة) والوسيط |title= غير موجود أو فارغ (من ويكي بيانات) (مساعدة)